# Leibnitz
Leibnitz (en esloveno: Lipnica) es una ciudad de Estiria, uno de los estados de Austria, localizada al sur de la ciudad de Graz, entre los ríos Mura y Sulm.
Es la capital del distrito de Leibnitz, que cubre cerca de 727 km². Leibnitz actúa como foco cultural, educativo, judicial y económico de este distrito.
Desde la década de 1970, cuando se hizo más viable para los yugoslavos viajar a Austria, Leibnitz experimentó un marcado auge económico, sobre todo desde que, en 1991, Eslovenia fue reconocida como un estado independiente, y desde su entrada en la Unión Europea en 2004.
La primera aparición registrada de su nombre es un documento en latín donde se la llama Lipnizza, emitido por Otón el Grande el 7 de marzo del año 970.

## Galería

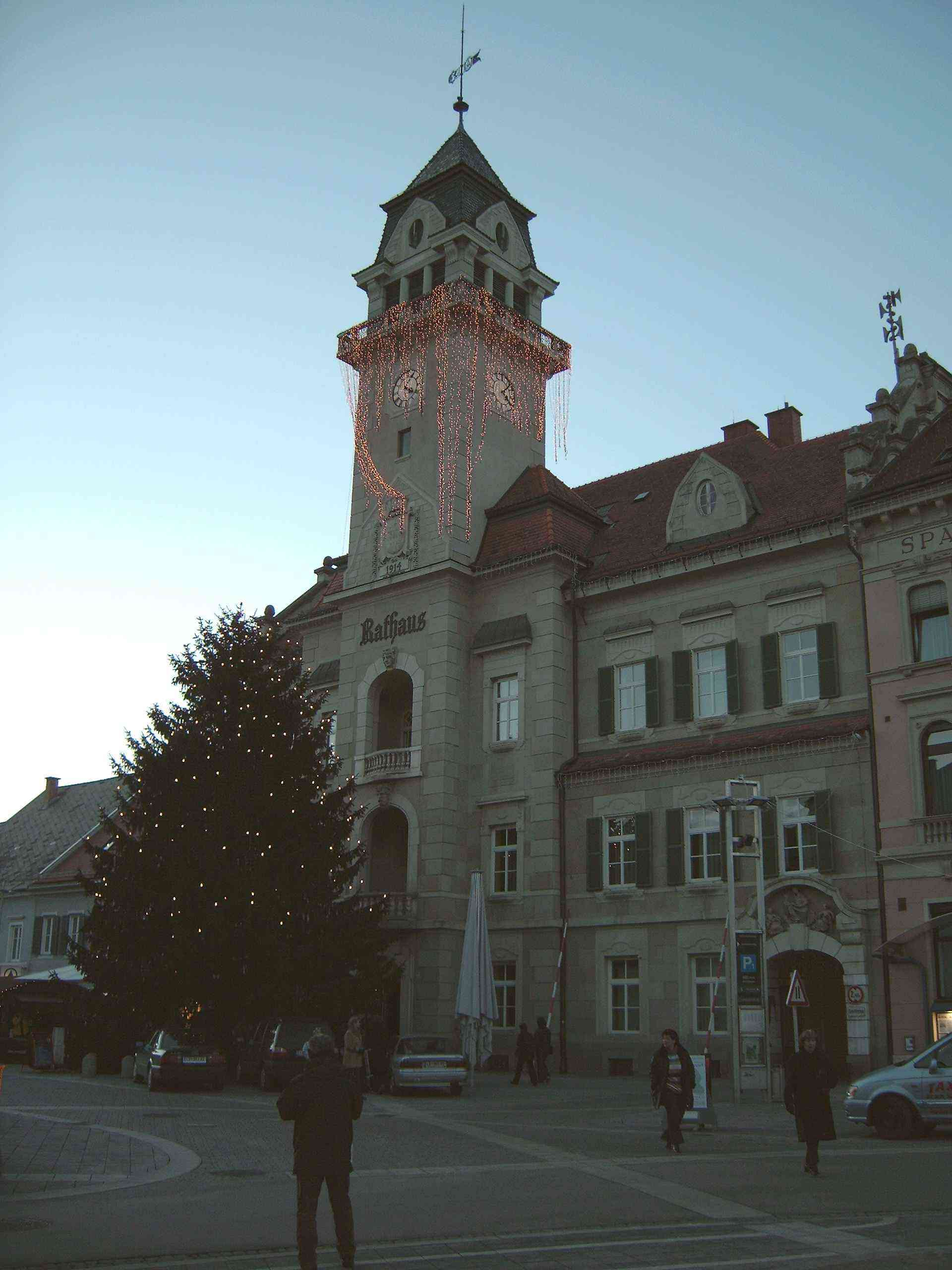
Casa consistorial de Leibnitz
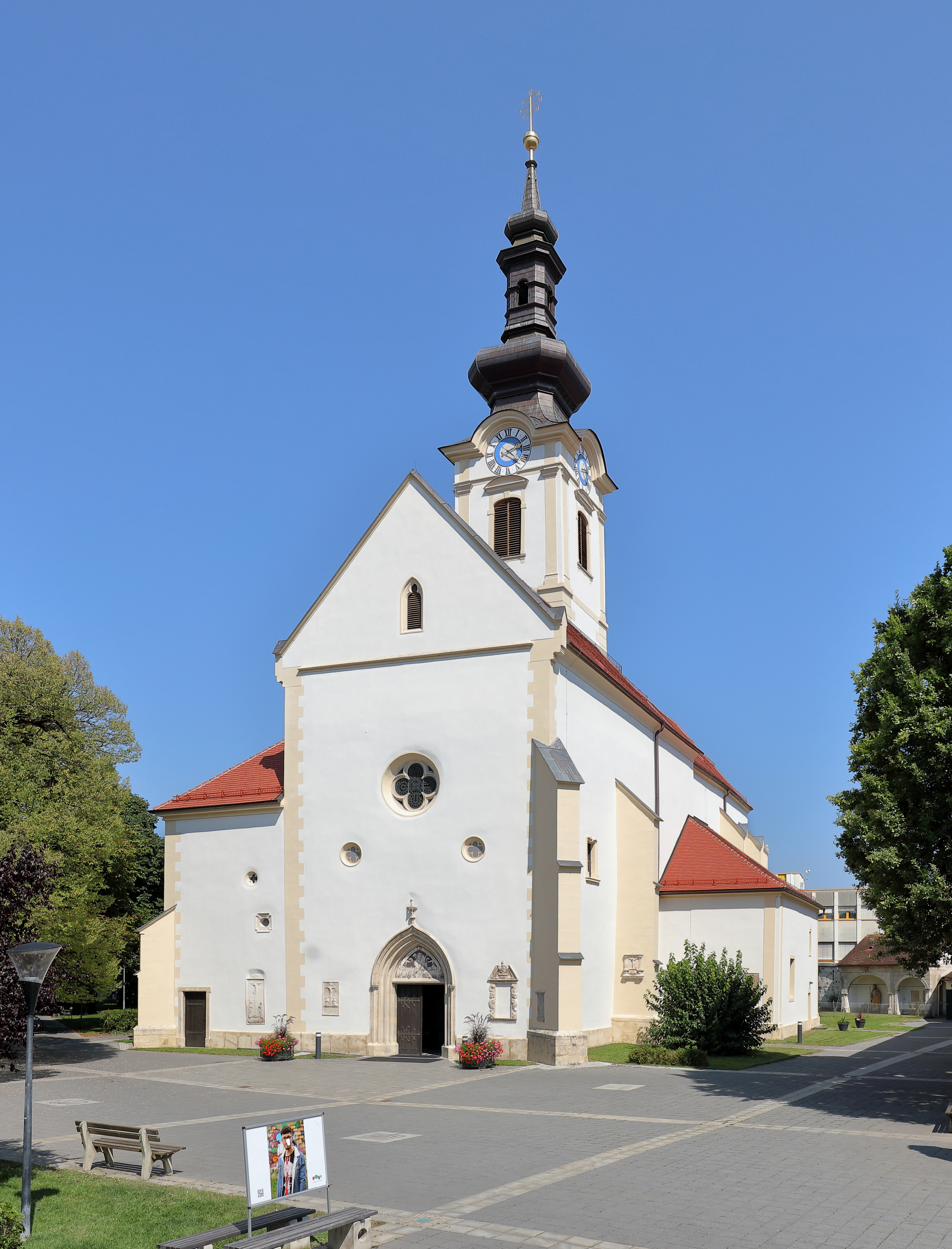
Parroquia de Santiago Apóstol
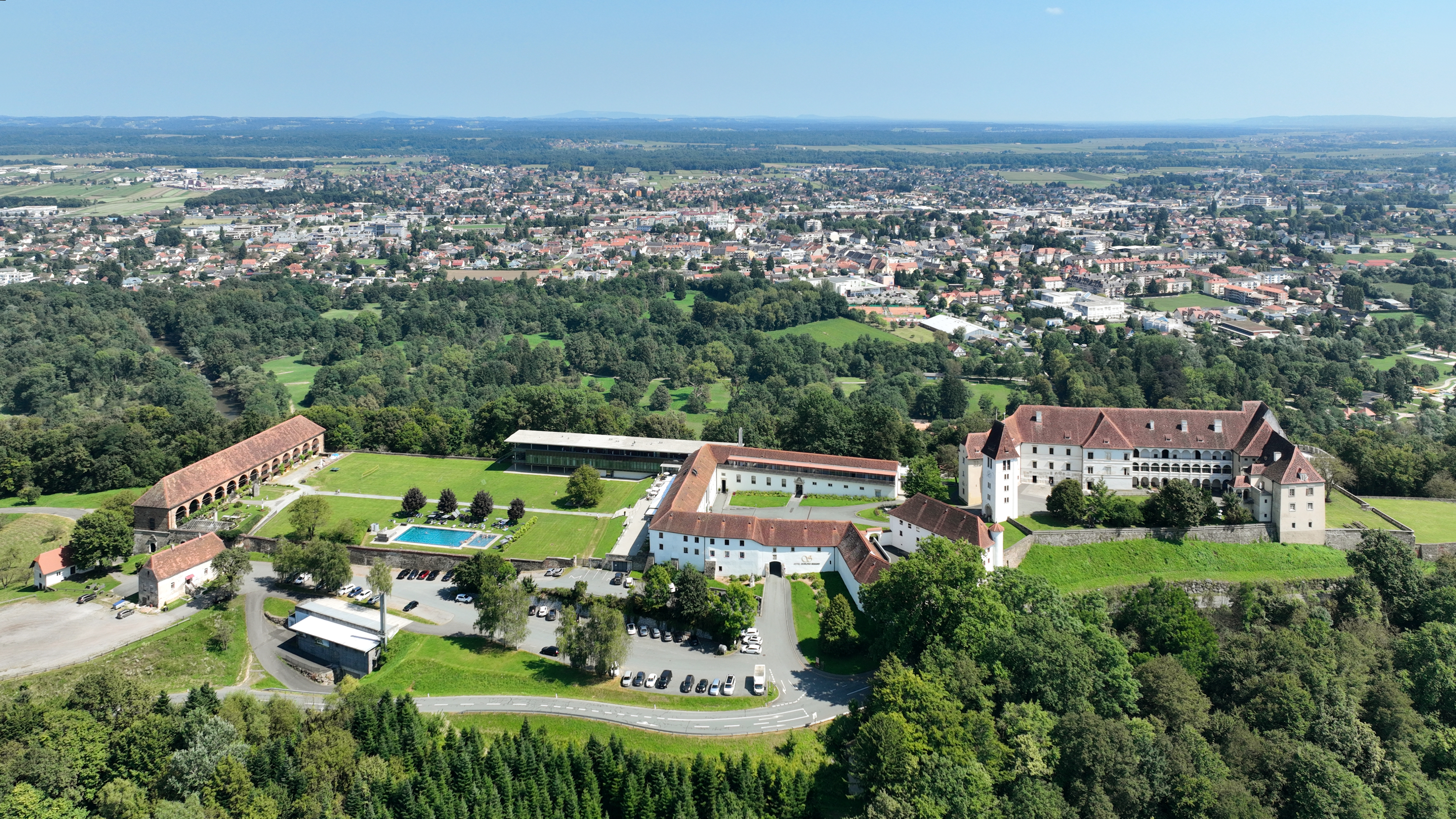
Castillo de Seggau
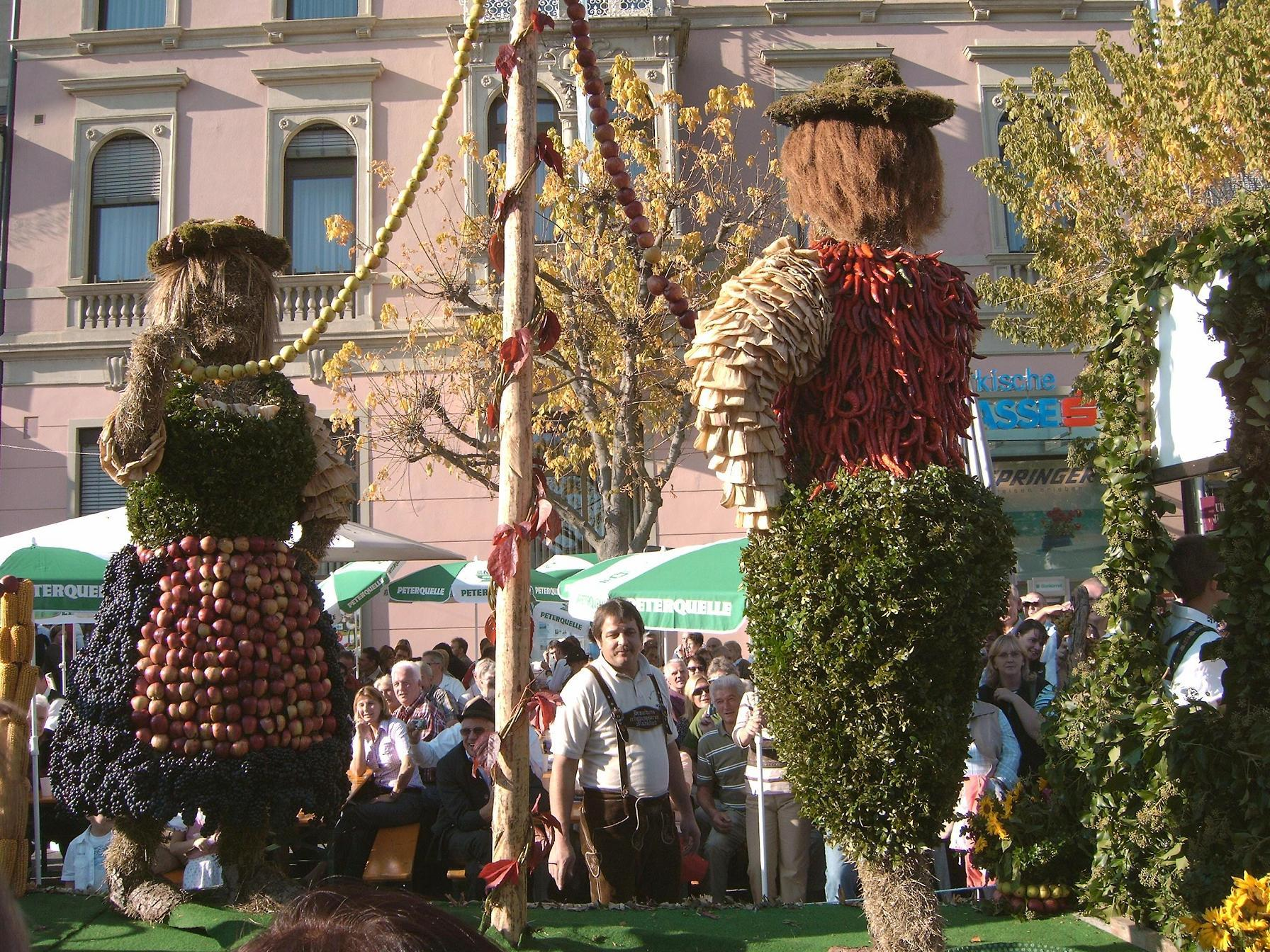
Procesión del Festival de la Vendimia (2008)
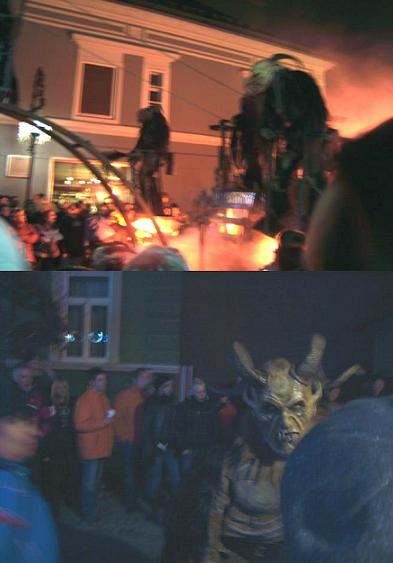
Procesión con Perchta (noviembre de 2009)

- Datos: Q659860
- Multimedia: Leibnitz / Q659860